# کاوه آفاق
کاوه آفاق (زادهٔ ۱۲ اردیبهشت ۱۳۶۲ در تهران) خواننده راک به زبان فارسی و انگلیسی، آهنگساز، ترانه‌سرا، تنظیم‌کننده، و نوازندهٔ گیتار الکتریک و همچنین بازیگر و نقاش ایرانی است.

## زندگی‌نامه
کاوه آفاق ابتدا به نواختن ساز گیتار کلاسیک پرداخت و سپس شروع به نواختن گیتار الکتریک کرد و آن زمان بود که به موسیقی راک علاقه‌مند شد و به آهنگسازی و ترانه‌سرایی پرداخت.
پارت نخستین گروهی بود که وی تأسیس کرد و با آن اولین اجرای زندهٔ موسیقی خود را در دانشگاه خیام روی صحنه برد، سپس با گروهی به‌نام «کاویان» تا سال ۱۳۸۳ اجراها و کنسرت‌هایی برگزار کردند.
او سال ۱۳۸۴ گروه راک ایرانی د ویز (The Ways) را به‌اتفاق اعضا تشکیل داد و سال ۱۳۹۰ با دلخوری و جنجال بسیار، این گروه را رها کرد.
او همچنین در کارنامهٔ خود خوانندگی و آهنگسازی برای تئاترها و فیلم‌هایی مثل رخ دیوانه، مسابقهٔ تلویزیونی ضد گلوله، سریال تلویزیونی «سارق روح»، «شب‌های مافیا» و برنامهٔ تلویزیونی «رخ‌به‌رخ» را دارد.
او فارغ‌التحصیل رشته‌های معماری و علوم اجتماعی است. و فیلم لامینور جز دسته فیلم های خانوادگی هست که کاوه آفاق در آن نقش داشته است و اهنگ رفیق من باش را سروده است

## جوایز
- دومین جایزهٔ جشنوارهٔ جهانی موسیقی زیرزمینی، برای آهنگ قصهٔ زیرزمین، (که با همراهی یاس، اروین خاچیکیان و آراد آریا آن را خوانده‌است)، ۲۰۱۰[۱۴]
- جایزهٔ بهترین اجرای زندهٔ بخش موسیقی روز در پنجمین دورهٔ جشنوارهٔ مقاومت، ۱۳۹۲[۱۵]

## ترانه‌سرایی
مجموعه ترانه‌های کاوه آفاق تحت عنوان «تهران-۵۷» که یک مجموعهٔ ترانهٔ راک فارسی است سال ۱۳۹۶ منتشر شده‌است.

## سینما و تلویزیون
آفاق بازی در تئاترها و فیلم‌هایی را در کارنامهٔ خود دارد که از میان آن‌ها می‌توان به فیلم سینمایی لا مینور ساختهٔ داریوش مهرجویی و خاک‌بازی اشاره کرد.
آفاق در نمایش راه پله به نویسندگی و کارگردانی سپیده میرحسینی با بهاره رهنما همبازی شده‌است.و سریال «سارق روح» و تئاترهای درخت بلوط، خاکستری و مجموعهٔ تلویزیونی «خانه امن» و … اشاره کرد.
- خوانندهٔ تیتراژ شبهای مافیا | سعید ابوطالب (۱۳۹۹)
- خوانندهٔ تیتراژ برنامهٔ رخ‌به‌رخ (شبکه دو- تلویزیون ملّیِ ایران) | (۱۴۰۰)

## نقاشی
کاوه آفاق نقاشی را نیز تحت تأثیر محیط خانواده از نوجوانی و در دورهٔ دانشگاه همواره موازی با موسیقی پیش می‌برده‌است و تا امروز چند نمایشگاه انفرادی و گروهی از آثار تجسمی خود برپا کرده‌است؛ که می‌توان به نمایشگاه‌های سمفونی صلح، رنگی برای تمام فصول، یک در میلیون و … اشاره کرد.

## آلبوم‌ها
- استرس (با گروه د ویز) - ۱۳۸۸[۲۶]
- با قرص‌ها می‌رقصد - ۱۳۹۴[۲۷]
- شال - ۱۳۹۷[۲۸]
- لوتوس - ۱۳۹۷[۲۹]